# Того на зимних Олимпийских играх 2014
Того принимало участие в зимних Олимпийских играх 2014 года, которые проходили в Сочи, Россия с 7 по 23 февраля. Это была первая зимняя Олимпиада в истории страны. Сборная была представлена двумя спортсменками — одной лыжницей и одной представительницей горных лыж.

## Состав и результаты олимпийской сборной Того

### Горнолыжный спорт
Женщины
| Спортсмен          | Дисциплина        | 1-я попытка | 1-я попытка | 2-я попытка           | 2-я попытка           | Всего                 | Всего                 |
| Спортсмен          | Дисциплина        | Время       | Место       | Время                 | Место                 | Время                 | Место                 |
| ------------------ | ----------------- | ----------- | ----------- | --------------------- | --------------------- | --------------------- | --------------------- |
| Алессия Афи Диполь | Гигантский слалом | 1:31,66     | 60          | 1:31,14               | 53                    | 3:02,80               | 55                    |
| Алессия Афи Диполь | Слалом            | DNF         | DNF         | Завершила выступление | Завершила выступление | Завершила выступление | Завершила выступление |

### Лыжные гонки
Спортсменов — 1
Женщины
Дистанционные гонки
| Соревнование              | Спортсмены            | Результат | Место |
| ------------------------- | --------------------- | --------- | ----- |
| 10 км классическим стилем | Матильда-Амиви Птижан | 37:26,7   | 68    |